# بوملو(نروژ)

موقعیت بوملو، در محدوده استان وستلند.

بوُمْلوُ، (به انگلیسی: Bømlo) یک محدودهٔ شهرداری دراستان وستلند، در کشور نروژ است. محدودهٔ شهرداری بوُمْلوُ، در منتهی الیه جنوب غربی استان وستلند، در سمت شمال خارجی‌ترین قسمت هاردان‌گرفیورد، واقع شده‌است.
محدودهٔ شهرداری بوُمْلوُ، به‌طور کامل، در چند جزیره، واقع شده‌است. بزرگترین جزیره، که ۱۷۱ کیلومتر مربع مساحت دارد، بوملو نام دارد و منشأ اصلی نام کل محدودهٔ شهرداری است. جزایر دیگر به مراتب کوچکتر هستند. مانند (گودو ۱۶ کیلومتر مربع)، (موستر۱۲ کیلومتر مربع) و حدود هزار جزیره و صخره کوچکتر که در نزدیکی قرار گرفته‌اند. تا سال ۲۰۲۰ میلادی بوملو، بخشی از استان سابق هوردالاند محسوب می‌شد که بعد در استان وستلند ادغام شده‌است.
محدودهٔ شهرداری بوُمْلوُ، در سال ۱۹۱۶ با تقسیم شهرداری آن وقت، به نام (فینوس) به سه شهرداری (بوملو، موستر و برمنس) تشکیل شد. در سال ۱۹۶۳، سه شهرداری یاد شده تحت عنوان شهرداری بوُمْلوُ، دوباره در هم ادغام شدند. حدود امروزی شهرداری بوملو، نتیجه افزودن جزایری با مجموع وسعتی تقریباً برابر ۱۶ کیلومتر مربع به محدودهٔ اداری شهرداری بوُمْلوُ، در سال ۱۹۹۵است.
محدودهٔ شهرداری بوُمْلوُ، در جنوب شرقی با اسویو، در شرق با استورد و (فیتار) و در شمال با اوستوول، هم‌مرز است. البته همه این مرزها در آب دریا هستند.
مجموع مساحت خاک محدودهٔ شهرداری بوُمْلوُ، ۲۳۵ کیلومتر مربع است. تعداد اهالی ۱۱۹۶۰ نفر برآورد می‌شود. بلندترین ارتفاع (Siggjo) ۴۷۴ متر از سطح دریا بالاتر قرار گرفته‌است. مرکز اداری، در شهرک اسوورتلاند؛ واقع شده و زبان اهالی نروژی نو است.